# Wet inkomensvoorziening oudere werklozen
De Wet inkomensvoorziening oudere werklozen (IOW) biedt tot aan de AOW-leeftijd een (aanvulling op het) inkomen aan:
1. oudere werklozen , die na het bereiken van de leeftijd van 60 jaar recht hebben gekregen op een WW-uitkering en van wie het recht op WW-uitkering is verstreken;
2. gewezen oudere arbeidsongeschikten, die na het bereiken van de leeftijd van 60 jaar recht hebben gekregen op een loongerelateerde WGA-uitkering en van wie het recht op WGA-uitkering is verstreken.

De IOW-uitkering bedraagt maximaal 70% van het minimumloon.
Er is geen vermogenstoets. Het betreft een individueel recht en is dus niet afhankelijk van al of niet een gezamenlijke huishouding voeren, of van het inkomen van de eventuele partner.
Aanvullend kan de Toeslagenwet van toepassing zijn. Het inkomen van de eventuele partner is daarbij wel van belang.
De IOW wordt aangevraagd op werk.nl, en door het UWV uitgevoerd.
Verschil tussen de niet meer voor mensen die in de toekomst werkloos worden openstaande IOAW en de IOW is dat bij de IOAW de leeftijdsgrens voor werkloos worden lager lag, en bij de IOAW het inkomen van de partner wordt meegeteld. Voor mensen met een werkende partner is de IOW dus gunstiger. Een ander verschil is dat de IOAW door de gemeente wordt uitgevoerd.
De IOW vervalt per 1 januari 2027. Als gevolg van de Wet werk en zekerheid, die de IOW heeft verlengd, is de voorwaarde nu dat het recht op WW-uitkering of loongerelateerde WGA-uitkering is aangevangen vóór 1 januari 2020.
Aanhangig is een verlenging.

## Hoogte
De hoogte van de uitkering is 70% van het (voltijdse) minimumloon, maar (na een deeltijdbaan) niet meer dan 70% van het voormalige loon. Als meerdere malen van samenlopende deeltijdbanen een WW-uitkering afloopt die elk recht zou geven op IOW ontvangt men slechts één IOW-uitkering, maar "niet meer dan 70% van het voormalige loon" wordt dan "niet meer dan 70% van het totaal van de voormalige lonen waarvan de WW-uitkering is afgelopen en die elk recht zouden geven op IOW". Daarnaast is er de toeslag Toeslagenwet, waardoor een alleenstaande in totaal ontvangt 70% van het (voltijdse) minimumloon, maar niet meer dan het totaal van de betreffende voormalige lonen.
Inkomsten uit arbeid worden voor 70% gekort, inkomsten in verband met arbeid geheel.

## Samenloop van IOW en IOAW
Stel persoon A wordt tussen zijn 50-ste en 60-ste werkloos en krijgt WW, en daarna IOAW. Stel dat hij na zijn 60-ste opnieuw werkloos wordt (uit een latere baan of een andere deeltijdbaan) en dan daarover WW krijgt, en daarna IOW/TW. De IOW/TW wordt nu vastgesteld op basis van alleen het nieuwe baanverlies, en zonder deze te korten wegens het ontvangen van IOAW (het recht op IOW/TW prevaleert). Vervolgens wordt de IOAW herberekend, waarbij de IOW/TW gekort wordt op de IOAW.
Voorbeelden:
- Geen partner of partner zonder inkomsten uit of in verband met arbeid:
  - Loon van elk van de banen is 110% WML; IOW is 70% WML, geen TW, geen IOAW; totaal 70% WML.
  - Loon van elk van de banen is 90% WML; IOW is 63% WML, TW is 7% WML, geen IOAW; totaal 70% WML.
  - Loon van elk van de banen is 70% WML; IOW is 49% WML, TW is 21% WML, geen IOAW; totaal 70% WML.
  - Loon van elk van de banen is 50% WML; IOW is 35% WML, TW is 15% WML, IOAW is 20% WML; totaal 70% WML.
  - Loon van elk van de banen is 30% WML; IOW is 21% WML, TW is 7% WML, IOAW is 30% WML; totaal 60% WML.
- Partner met inkomsten uit arbeid, 100% WML:
  - Loon van elk van de banen van A is 110% WML; IOW is 70% WML, geen TW, geen IOAW; totaal 70% WML.
  - Loon van elk van de banen van A is 90% WML; IOW is 63% WML, geen TW, geen IOAW; totaal 63% WML.
  - Loon van elk van de banen van A is 70% WML; IOW is 49% WML, geen TW, geen IOAW; totaal 49% WML.
  - Loon van elk van de banen van A is 50% WML; IOW is 35% WML, geen TW, geen IOAW; totaal 35% WML.
  - Loon van elk van de banen van A is 30% WML; IOW is 21% WML, geen TW, geen IOAW; totaal 21% WML.

## Dóórlopen van het recht
Als iemand recht heeft op IOW en vervolgens weer gaat werken, eindigt het "recht op uitkering" niet, maar kan de hoogte wel nul worden. Bij opnieuw werkloos worden, als hij dan geen WW krijgt, of als hij weer WW krijgt (herleving of nieuw recht) na afloop daarvan, kan de hoogte van de IOW opnieuw groter dan nul worden. Hij hoeft daarvoor niet opnieuw te voldoen aan de wekeneis in de WW en ook niet nog steeds of opnieuw te voldoen aan de 4-uit-5 eis.